# Saint Clara (Film)
Saint Clara (hebräisch קלרה הקדושה, Clara haKedoscha) ist ein israelischer Film von Ari Folman aus dem Jahr 1996. Er basiert auf einem Roman von Pavel Kohout. Lucy Dubinchik und Maya Maron gaben hier ihr Debüt.

## Handlung
Eine unbekannte Stadt in der Wüste Negev, in einer nicht näher definierten, alternativen Zukunft des Jahres 1999:
Eine Schulklasse bekommt gute Noten bei einem Mathetest. Da der Direktor Tissona Betrug wittert, unterzieht er jeden einzelnen Schüler einem Verhör. Seine Hauptverdächtigen sind die Musterschülerin Elinor Galash sowie die drei Schulrowdies Eddie, Rosy und Libby. Jene geben die Schuld Galit Biron, die denen wiederum die Schuld gibt, bis die neue aus Russland stammende Clara zugibt, sie habe Galit die Antworten gegeben, da sie die Antworten auf einmal im Kopf hatte. Es stellt sich heraus, dass Clara eine Hellseherin ist.
Als Eddie seinen Eltern von ihr erzählt, wundern diese sich, dass er jetzt zum ersten Mal über Mädchen redet. Seine Eltern vermissen ihre vergeudete Jugend. Am nächsten Tag versuchen Eddie, Rosy und Libby, Gilat Biron vor ganzer Klasse zu verbrennen, verwerfen jedoch dies, als Galit ihnen offenbart, dass Clara ihr telepathisch mitgeteilt hat, dass an dem Tag ein Überraschungstest in Mathe kommt. Clara sagt allen die Antworten. Am selben Tag stellt sich heraus, dass Eddie und Rosy in Clara verliebt sind. Clara selbst ist in Eddie verliebt.
Später besucht Tissona mit dem Lehrer Claras Haus. Claras Mutter offenbart Tissona, dass sie und ihr Bruder einst dieselben Visionen hatten, doch dass diese dann verschwanden als sie sich verliebten. Daraufhin kriegt Clara eine Vision, dass Eddie und co. die Statue von Golda Meïr erhängt und angezündet haben. Sie laufen in die Schule und stoppen das Feuer. Tissona sagt Clara, dass sie sich erst verlieben darf, wenn sie mit ihm eine Revolution angeführt hat. Am nächsten Tag warnt Tissona Eddie vor Clara, weil er entdeckt hat, dass die Gefühle zwischen Clara und Eddie auf Gegenseitigkeit beruhen, und er es stoppen will. Er sagt ihm, sie sei eine Hexe, die zuhause Tiere an die Wand hängt. Als der Lehrer Clara zu einer Gleichung an die Tafel bringt, die laut Elinor allerdings keinen Sinn gibt, schaut diese zum Fenster raus. Die benachbarte Fabrik brennt, und der Himmel wird feuerrot. Auf einmal stürzt ein großer Vogel ins Klassenzimmer. Alle erstarren vor Angst.
Wenig beginnen kommt es zum Streit zwischen Eddie und Rosy, da beide ja Clara lieben. Eddie läuft nach Hause, wo seine Mutter ihm über ihre Jugend erzählt. Clara, die zuvor bei ihn angeklingelt hatte, geht durch die Stadt, als plötzlich Rosy und Libby an ihr vorbeifahren. Rosys ältere Schwester fährt den Wagen und lädt diese zu einer Fahrt ein. Als Clara bei der Fahrt nach Schokolade fragt, fahren die zu einem Süßwarenladen, der jedoch geschlossen ist. Rosy, der dabei versucht, Clara zu beeindrucken, schlägt die Scheibe ein und nimmt für Clara ein Stück Schokolade mit.
Am nächsten Tag führt Clara eine Rebellion in der Schule an. Nach der Schule gestehen sich Clara und Eddie ihre Liebe zueinander ein, und sie erzählt Rosy, dass er das Stück Schokolade Libby geben soll, da diese in ihn verliebt ist. Am selben Tag sieht Clara ein Erdbeben voraus. Beinahe die gesamte Stadt flüchtet. Eddie lädt Clara ins Kino ein, und am selben Abend bricht ein Erdbeben aus.

## Auszeichnungen
Der Film wurde in insgesamt sechs Kategorien mit dem Ophir Award ausgezeichnet. Unter anderem gewann er den Preis für den besten Film und die beste Regie. Lucy Dubinchik wurde als beste Schauspielerin ausgezeichnet.
Auf dem Filmfestival in Karlovy Vary wurde Saint Clara 1996 aufgeführt und gewann den Sonderpreis der Jury.

## Kritiken
In der Zeitschrift Variety wurde der Film als sehr originell beschrieben. Mit seiner aggressiven Energie und lauten Musik hätte er nach Ansicht der Rezensentin das Potenzial, ein junges Publikum zu überzeugen.
Auch in der Zeitung San Francisco Chronicle wurde Saint Clara als ungewöhnlicher, origineller Film gelobt.